# Danh sách loạt phim truyện điện ảnh có 11–20 tập
Dưới đây là danh sách những loạt phim có 11–20 tập.
Chú thích:
- (A) – Loạt phim 100% là hoạt hình
- (a) – Loạt phim phần lớn là hoạt hình và có những phần hậu truyện hoặc tiền truyện do người thật đóng
- (TV) – Được sản xuất để phát sóng trên truyền hình
- (V) – Loạt phim được phát hành qua định dạng xem video tại nhà, không ra mắt ở rạp hay chiếu trên tivi
- (*) – Gắn liền với các chương trình dài tập phát sóng trên truyền hình

## 11 tập
| - The Adventures of Mary-Kate & Ashley 1. The Adventures of Mary-Kate & Ashley: The Case of the Christmas Caper (1995) (V) 2. The Adventures of Mary-Kate & Ashley: The Case of the Fun House Mystery (1994) (V) 3. The Adventures of Mary-Kate & Ashley: The Case of the Hotel Who-Done-It (1994) (V) 4. The Adventures of Mary-Kate & Ashley: The Case of the Logical i Ranch (1994) (V) 5. The Adventures of Mary-Kate & Ashley: The Case of the Mystery Cruise (1995) (V) 6. The Adventures of Mary-Kate & Ashley: The Case of the SeaWorld Adventure (1995) (V) 7. The Adventures of Mary-Kate & Ashley: The Case of the Shark Encounter (1995) (V) 8. The Adventures of Mary-Kate & Ashley: The Case of Thorn Mansion (1994) (V) 9. The Adventures of Mary-Kate & Ashley: The Case of the U.S. Space Camp Mission (1997) (V) 10. The Adventures of Mary-Kate & Ashley: The Case of the United States Navy Adventure (1997) (V) 11. The Adventures of Mary-Kate & Ashley: The Case of the Volcano Mystery (1997) (V) - Asterix 1. Asterix the Gaul (1967) 2. Asterix and Cleopatra (1968) 3. The Twelve Tasks of Asterix (1976) 4. Asterix Versus Caesar (1985) 5. Asterix in Britain (1986) 6. Asterix and the Big Fight (1989) 7. Asterix Conquers America (1994) 8. Asterix and Obelix take on Caesar (1999) (live-action) 9. Asterix & Obelix: Mission Cleopatra (2003) (live-action) 10. Asterix and the Vikings (2006) 11. Asterix at the Olympic Games (2008) (live-action) | - The Pink Panther * 1. The Pink Panther (1963) 2. A Shot in the Dark (1964) 3. Inspector Clouseau (1968) 4. The Return of the Pink Panther (1975) 5. The Pink Panther Strikes Again (1976) 6. Revenge of the Pink Panther (1978) 7. Trail of the Pink Panther (1982) 8. Curse of the Pink Panther (1983) 9. Son of the Pink Panther (1993) 10. The Pink Panther (2006) 11. The Pink Panther 2 (2009) - Star Trek ****** 1. Star Trek: The Motion Picture (1979) 2. Star Trek II: The Wrath of Khan (1982) 3. Star Trek III: The Search for Spock (1984) 4. Star Trek IV: The Voyage Home (1986) 5. Star Trek V: The Final Frontier (1989) 6. Star Trek VI: The Undiscovered Country (1991) 7. Star Trek Generations (1994) 8. Star Trek: First Contact (1996) 9. Star Trek: Insurrection (1998) 10. Star Trek: Nemesis (2002) 11. Star Trek (2009) (prequel/reboot) - Young and Dangerous 1. Young and Dangerous (1996) 2. Young and Dangerous 2 (1996) 3. Young and Dangerous 3 (1996) 4. Once Upon A Time in Triad Society (1996) (spin-off) 5. Young and Dangerous 4 (1997) 6. Young and Dangerous 5 (1998) 7. Portland Street Blues (1998) (spin-off) 8. Young and Dangerous: The Prequel (1998) (prequel) 9. The Legendary Tai Fei (1999) (spin-off) 10. Those Were the Days (2000) (spin-off) 11. Young and Dangerous 6: Born To Be King (2000) |

## 12 tập
| - Friday the 13th * 1. Friday the 13th (1980) 2. Friday the 13th Part 2 (1981) 3. Friday the 13th Part III (1982) 4. Friday the 13th: The Final Chapter (1984) 5. Friday the 13th: A New Beginning (1985) 6. Friday the 13th Part VI: Jason Lives (1986) 7. Friday the 13th Part VII: The New Blood (1988) 8. Friday the 13th Part VIII: Jason Takes Manhattan (1989) 9. Jason Goes to Hell: The Final Friday (1993) 10. Jason X (2002) 11. Freddy vs. Jason (2003) 12. Friday the 13th (2009) (remake/reboot) - Gamera 1. Gamera (1965) 2. Gamera vs. Barugon (1966) 3. Gamera vs. Gyaos (1967) 4. Gamera vs. Viras (1968) 5. Gamera vs. Guiron (1969) 6. Gamera vs. Jiger (1970) 7. Gamera vs. Zigra (1971) 8. Gamera: Super Monster (1980) 9. Gamera: Guardian of the Universe (1995) 10. Gamera 2: Attack of Legion (1996) 11. Gamera 3: Awakening of Irys (1999) 12. Gamera the Brave (2006) | - Nemuri Kyoshirō (Matsukata Hiroki series) 1. Sleepy Eyes of Death 1: The Chinese Jade (1963) 2. Sleepy Eyes of Death 2: Sword of Adventure (1964) 3. Sleepy Eyes of Death 3: Full Circle Killing (1964) 4. Sleepy Eyes of Death 4: Sword of Seduction (1964) 5. Sleepy Eyes of Death 5: Sword of Fire (1965) 6. Sleepy Eyes of Death 6: Sword of Satan (1965) 7. Sleepy Eyes of Death 7: The Mask of the Princess (1966) 8. Sleepy Eyes of Death 8: Sword of Villainy (1966) 9. Sleepy Eyes of Death 9: A Trail of Traps (1967) 10. Sleepy Eyes of Death 10: Hell Is a Woman (1968) 11. Sleepy Eyes of Death 11: In the Spider's Lair (1968) 12. Sleepy Eyes of Death 12: Castle Menagerie (1969) - Pokémon 1. Pokémon: The First Movie (1998) 2. Pokémon: The Movie 2000 (1999) 3. Pokémon 3: The Movie (2000) 4. Pokémon 4Ever (2001) 5. Pokémon Heroes (2002) 6. Pokémon: Jirachi Wishmaker (2003) 7. Pokémon: Destiny Deoxys (2004) 8. Pokémon: Lucario and the Mystery of Mew (2005) 9. Pokémon Ranger and the Temple of the Sea (2006) 10. Pokémon: The Rise of Darkrai (2007) 11. Pokémon: Giratina and the Sky Warrior (2008) 12. Arceus Chōkoku no Jikū e (2009) |

## 13 tập
| - Bratz * 1. Bratz: Starrin & Stylin' (2004) (V) 2. Bratz Rock Angelz (2004) (V) 3. Bratz Genie Magic (2005) (V) 4. Bratz Babyz: The Movie (2005) (V) 5. Bratz Forever Diamondz (2005) (V) 6. Bratz Fashion Pixiez (2006) (V) 7. Bratz Kidz: Sleep-Over Adventure (2006) (V) 8. Bratz Super Babyz (2007) (V) 9. Bratz: The Movie (2007) (live-action) 10. Bratz Kidz Fairy Tales (2007) (V) 11. Bratz Babyz Save Christmas (2007) (V) 12. Bratz Girls Really Rock (2008) (V) 13. Bratz Pampered Petz (2008) (V) - Detective Conan * 1. The Timed-Bomb Skyscraper (1997) 2. The Fourteenth Target (1998) 3. The Last Wizard of the Century (1999) 4. Captured in Her Eyes (2000) 5. Countdown to Heaven (2001) 6. The Phantom of Baker Street (2002) 7. Crossroad in the Ancient Capital (2003) 8. Magician of the Silver Sky (2004) 9. Strategy Above the Depths (2005) 10. The Private Eyes' Requiem (2006) 11. Jolly Roger in the Deep Azure (2007) 12. Full Score of Fear (2008) 13. The Raven Chaser (2009) - Keystone Cops 1. Hoffmeyer's Legacy (1912) 2. The Bangville Police (1913) 3. The Gangsters (1913) 4. Barney Oldfield's Race for a Life (1913) 5. Mabel's New Hero (1913) 6. Making a Living (1914) 7. Tillie's Punctured Romance (1914) 8. In the Clutches of the Gang (1914) 9. The Noise of Bombs (1914) 10. Love, Loot and Crash (1915) 11. Wished on Mabel (1915) 12. Love, Speed and Thrills (1915) 13. Abbott and Costello Meet the Keystone Kops (1955) - Mothra 1. Mothra (1961) 2. Mothra vs. Godzilla (1964) 3. Ghidorah, the Three-Headed Monster (1964) 4. Ebirah, Horror of the Deep (1966) 5. Destroy All Monsters (1968) 6. Godzilla vs. Mothra (1992) 7. Godzilla vs. SpaceGodzilla (1994) 8. Rebirth of Mothra (1996) 9. Rebirth of Mothra II (1997) 10. Rebirth of Mothra III (1998) 11. Godzilla, Mothra & King Ghidorah: Giant Monsters All-Out Attack (2001) 12. Godzilla: Tokyo S.O.S. (2003) 13. Godzilla: Final Wars (2004) | - The Land Before Time * 1. The Land Before Time (1988) 2. The Land Before Time II: The Great Valley Adventure (1994) (V) 3. The Land Before Time III: The Time of the Great Giving (1995) (V) 4. The Land Before Time IV: Journey Through the Mists (1996) (V) 5. The Land Before Time V: The Mysterious Island (1997) (V) 6. The Land Before Time VI: The Secret of Saurus Rock (1998) (V) 7. The Land Before Time VII: The Stone of Cold Fire (2000) (V) 8. The Land Before Time VIII: The Big Freeze (2001) (V) 9. The Land Before Time IX: Journey to Big Water (2002) (V) 10. The Land Before Time X: The Great Longneck Migration (2003) (V) 11. The Land Before Time XI: Invasion of the Tinysauruses (2005) (V) 12. The Land Before Time XII: The Great Day of the Flyers (2007) (TV) 13. The Land Before Time XIII: The Wisdom of Friends (2007) (V) - The Muppets **** 1. The Muppet Movie (1979) 2. The Great Muppet Caper (1981) 3. The Muppets Take Manhattan (1984) 4. Sesame Street presents Follow That Bird (1985) 5. The Muppets Celebrate Jim Henson (1990) (TV) 6. The Muppet Christmas Carol (1992) 7. The Adventures of Elmo in Grouchland (1999) 8. Muppet Treasure Island (1996) 9. Muppets From Space (1999) 10. It's a Very Merry Muppet Christmas Movie (2002) (TV) 11. Kermit's Swamp Years (2002) (V) 12. The Muppets' Wizard of Oz (2005) (TV) 13. Fraggle Rock: The Movie (2011) - The Scales of Justice 1. The Guilty Party (1962) 2. A Woman's Privilege (1962) 3. Moment of Decision (1962) 4. Position of Trust (1963) 5. The Undesirable Neighbour (1963) 6. The Invisible Asset (1963) 7. Personal and Confidential (1965) 8. The Hidden Face (1965) 9. The Material Witness (1965) 10. Company of Fools (1966) 11. The Haunted Man (1966) 12. Infamous Conduct (1966) 13. Payment in Kind (1967) - Wallander (2005 series) * 1. Before the Frost (còn gọi là Innan frosten) (2005) 2. The Village Idiot (còn gọi là Byfånen) (2005) 3. The Brothers (còn gọi là Bröderna) (2005) 4. The Darkness (còn gọi là Mörkret) (2005) 5. The African (còn gọi là Afrikanen) (2005) 6. Mastermind (còn gọi là Mastermind) (2005) 7. The Tricksters (còn gọi là Den svaga punkten) (2005) 8. The Photographer (còn gọi là Fotografen) (2005) 9. The Container Lorry (còn gọi là Täckmanteln) (2006) 10. The Castle Ruins (còn gọi là Luftslottet) (2006) 11. The Black King (còn gọi là Blodsband) (2006) 12. The Joker (còn gọi là Jokern) (2006) 13. The Secret (còn gọi là Hemligheten) (2006) |

## 14 tập
- Sherlock Holmes
Twentieth Century Fox/Universal series (1939-1946) starring Basil Rathbone và Nigel Bruce.
  1. The Hound of the Baskervilles (1939) (Twentieth Century Fox series)
  2. The Adventures of Sherlock Holmes (1939)
  3. Sherlock Holmes and the Voice of Terror (1942) (Universal Pictures series)
  4. Sherlock Holmes and the Secret Weapon (1943)
  5. Sherlock Holmes in Washington (1943)
  6. Sherlock Holmes Faces Death (1943)
  7. The Spider Woman (1944)
  8. The Scarlet Claw (1944)
  9. The Pearl of Death (1944)
  10. Sherlock Holmes and the House of Fear (1945)
  11. The Woman in Green (1945)
  12. Pursuit to Algiers (1945)
  13. Terror by Night (1946)
  14. Dressed to Kill (1946)

## 15 tập
- Dragonball Z ***
  1. Dead Zone (1989) (V)
  2. The World's Strongest (1990) (V)
  3. The Tree of Might (1990) (V)
  4. Lord Slug (1991) (V)
  5. Cooler's Revenge (1991) (V)
  6. Return of Cooler (1992) (V)
  7. Super Android 13 (1992) (V)
  8. Broly: The Legendary Super Saiyan (1993) (V)
  9. Bojack Unbound (1993) (V)
  10. Broly: Second Coming (1994) (V)
  11. Bio-Broly (1994) (V)
  12. Fusion Reborn (1995) (V)
  13. Wrath of the Dragon (1995) (V)
  14. The Path to Power (1996) (TV)
  15. Yo! Son Goku and His Friends Return!! (2008) (V)
- Little Tough Guys (Dead End Kids)
  1. Little Tough Guy (1938)
  2. Little Tough Guys in Society (1938)
  3. Newsboys' Home (1939)
  4. Code of the Streets (1939)
  5. Call a Messenger (1939)
  6. You're Not So Tough (1940)
  7. Junior G-Men (1940) (serial)
  8. Give Us Wings (1940)
  9. Hit the Road (1941)
  10. Sea Raiders (1941) (serial)
  11. Mob Town (1941)
  12. Junior G-Men of the Air (1942) (serial)
  13. Tough As They Come (1942)
  14. Mug Town (1943)
  15. Keep 'Em Slugging (1943)
- Mickey Mouse universe **** (a)
  1. Hollywood Party (1934) (cameo)
  2. Fun and Fancy Free (1947)
  3. Donald Duck and his Companions (1960)
  4. Donald Duck Goes West (1962)
  5. Donald Duck's 50th Birthday (1984) (TV)
  6. Totally Minnie (1988) (TV)
  7. Mickey's 60th Birthday (1988) (TV)
  8. A Goofy Movie (1995)
  9. The Spirit of Mickey (1998) (V)
  10. Mickey's Once Upon a Christmas (1999) (V)
  11. An Extremely Goofy Movie (2000) (V)
  12. Mickey's Magical Christmas: Snowed in at the House of Mouse (2001) (V)
  13. Mickey's House of Villains (2003) (V)
  14. Mickey, Donald, Goofy: The Three Musketeers (2004) (V)
  15. Mickey's Twice Upon a Christmas (2004) (V)

## 16 tập
| - The Falcon 1. The Gay Falcon (1941) 2. A Date with the Falcon (1941) 3. The Falcon Takes Over (1942) 4. The Falcon's Brother (1942) 5. The Falcon Strikes Back (1943) 6. The Falcon in Danger (1943) 7. The Falcon and the Co-eds (1943) 8. The Falcon Out West (1944) 9. The Falcon in Mexico (1944) 10. The Falcon in Hollywood (1944) 11. The Falcon in San Francisco (1945) 12. The Falcon's Alibi (1946) 13. The Falcon's Adventure (1946) 14. Devil's Cargo (1948) 15. Appointment with Murder (1948) 16. Search for Danger (1949) - Jungle Jim with Johnny Weissmuller 1. Jungle Jim (1948) 2. The Lost Tribe (1949) 3. Captive Girl (1950) 4. Mark of the Gorilla (1950) 5. Jungle Jim in Pygmy Island (1950) 6. Fury of the Congo (1951) 7. Jungle Manhunt (1951) 8. Jungle Jim in the Forbidden Land (1952) 9. Voodoo Tiger (1952) 10. Savage Mutiny (1953) 11. Valley of the Headhunters (1953) 12. Killer Ape (1953) 13. Jungle Man-Eaters (1954) 14. Cannibal Attack (1954) 15. Jungle Moon Men (1955) 16. Devil Goddess (1956) |

## 17 tập
| - Andy Hardy 1. A Family Affair (1937) 2. You're Only Young Once (1937) 3. Judge Hardy's Children (1938) 4. Love Finds Andy Hardy (1938) 5. Out West with the Hardys (1938) 6. Andy Hardy's Dilemma (1938) 7. The Hardys Ride High (1939) 8. Andy Hardy Gets Spring Fever (1939) 9. Judge Hardy and Son (1939) 10. Andy Hardy Meets Debutante (1940) 11. Andy Hardy's Private Secretary (1941) 12. Life Begins for Andy Hardy (1941) 13. The Courtship of Andy Hardy (1942) 14. Andy Hardy's Double Life (1942) 15. Andy Hardy's Blonde Trouble (1944) 16. Love Laughs at Andy Hardy (1947) 17. Andy Hardy Comes Home (1958) | - Crayon Shin-chan * 1. Action Kamen vs Haigure Devil (1993) 2. Treasure of Buri Buri Kingdom (1994) 3. Plot of Unkokusai (1995) 4. Adventure in Henderland (1996) 5. Pursuit of the Dark Tama Tama (1997) 6. Mission:1000bolts!! Pig's Hoof's Secret Mission!! (1998) 7. Exciting Battle at the Hot Spring/Kureshin Paradise! Made in Saitama (1999) 8. Rumble in the Jungle (2000) 9. The Adult Empire Strikes Back (2001) 10. The Battle of the Warring States (2002) 11. Glorious Grilled Meat Road (2003) 12. The Kasukabe Boys of the Evening Sun (2004) 13. Buri Buri 3 Minutes Charge (2005) 14. Dance! Amigo! (2006) 15. The Singing Bomb (2007) 16. Friday Pike Brave the Storm - Called a Decree (2008) 17. Roar! Kasukabe Wild Kingdom (2009) |

## 18 tập
| - National Lampoon 1. National Lampoon's Animal House (1978) 2. National Lampoon's Class Reunion (1982) 3. National Lampoon Goes to the Movies (1983) 4. O.C. and Stiggs (1987) 5. National Lampoon's Loaded Weapon 1 (1993) 6. National Lampoon's Attack of the 5 Ft. 2 In. Women (1994) (TV) 7. National Lampoon's Last Resort (còn gọi là Last Resort, or National Lampoon's Scuba School) (1994) 8. National Lampoon's Men in White (1998) (TV) 9. National Lampoon's Senior Trip (1995) 10. Repli-Kate (2002) 11. National Lampoon's Barely Legal (2003) 12. National Lampoon's Gold Diggers (còn gọi là National Lampoon's Lady Killers) (2003) 13. National Lampoon's Going the Distance (2004) 14. National Lampoon's Adam & Eve (2005) 15. National Lampoon's Pledge This! (2006) 16. National Lampoon's TV: The Movie (2007) 17. RoboDoc (2008) 18. National Lampoon's Ratko: The Dictator's Son (2009) | - Moments of Truth (18) 1. A Champion's Fight (1998) (TV) 2. Abduction of Innocence (1996) (TV) 3. When Friendship Kills còn gọi là A Secret Between Friends (1996) (TV) 4. Accident còn gọi là Reckless Nights: The Accident (1997) (TV) 5. Someone to Love Me (1998) (TV) 6. Justice for Annie (1996) (TV) 7. The Other Mother (1995) (TV) 8. Deceived by Trust (1995) (TV) 9. Playing to Win (1998) (TV) 10. Stand Against Fear (1996) (TV) 11. Why My Daughter? (1993) (TV) 12. Eye of the Stalker (1995) (TV) 13. Murder or Memory? (1994) (TV) 14. Cradle of Conspiracy (1994) (TV) 15. Broken Pledges (1994) (TV) 16. Stalking Back (1993) (TV) 17. A Child Too Many (1993) (TV) 18. Shattered Dreams (1990) (TV) |

## 19 tập
| - Mind's Eye (A) 1. The Mind's Eye: A Computer Animation Odyssey (1990) 2. Beyond the Mind's Eye (1992) 3. The Gate to the Mind's Eye (1994) 4. Odyssey Into The Mind's Eye (1996) 5. Virtual Nature: A Computer Generated Visual Odyssey From the Makers of the Mind's Eye (1993) 6. The Mind's Eye Presents Luminous Visions (1998) 7. The Mind's Eye Presents Ancient Alien (1998) 8. The Mind's Eye Presents Little Bytes (2000) 9. Imaginaria (1994) 10. Turbulence (1997) 11. Computer Animation Festival Volume 1.0 (1993) 12. Computer Animation Festival Volume 2.0 (1994) 13. Computer Animation Festival Volume 3.0 (1996) 14. Cyberscape: A Computer Animation Vision (1997) 15. The Mind's Eye Presents Computer Animation Classics (1997) 16. The Mind's Eye Presents Computer Animation Showcase (1997) 17. The Mind's Eye Presents Computer Animation Celebration (1998) 18. Computer Animation Marvels (1999) 19. Computer Animation Extravaganza (2000) \| - Barbie (20) 1. Barbie and the Rockers: Out of this World (1987) (TV) 2. Barbie in the Nutcracker (2001) (V) 3. Barbie as Rapunzel (2002) (V) 4. Barbie of Swan Lake (2003) (V) 5. Barbie as the Princess and the Pauper (2004) (V) 6. Barbie Fairytopia (2005) (V) 7. Barbie and the Magic of Pegasus (2005) (V) 8. My Scene Goes Hollywood (2005) (V) 9. Barbie Mermaidia (2006) (V) 10. The Barbie Diaries (2006) (V) 11. Barbie in the 12 Dancing Princesses (2006) (V) 12. Barbie Fairytopia: Magic of the Rainbow (2007) (V) 13. Barbie as the Island Princess (2007) (V) 14. Barbie Mariposa (2008) (V) 15. Barbie and the Diamond Castle (2008) (V) 16. Barbie in a Christmas Carol (2008) (V) 17. Barbie Fairytopia: Magical Twist of Time (2009) (V) 18. Barbie as the Sleeping Beauty (2009) (V) 19. Barbie Thumbelina (2009) (V) 20. Barbie and the Three Musketeers (2009) (V) 21. Barbie in A Mermaid Tale (2010) (V) - Debbie Does Dallas * (20) 1. Debbie Does Dallas (1978) 2. Debbie Does Dallas 2 (1981) 3. Debbie Does Dallas 3 (1985) 4. Debbie Does Dallas 4 (1988) 5. Debbie Does Dallas 5 (1988) 6. Debbie Does Las Vegas (1982) 7. Debbie Does 'em All (1985) 8. Debbie Does the Devil in Dallas (1987) 9. Debbie Does 'em All 2 (1988) 10. Debbie Does 'em All 3 (1989) 11. Debbie Does Wall Street (1991) (V) 12. Dallas Does Debbie (1992) (V) 13. Debbie Does Dallas Again (1994) (V) 14. Debbie Does Dallas: The Next Generation(1997) (V) 15. Debbie Does Dallas '99 (1999) (V) 16. Debbie Does Iowa (2000) (V) 17. Debbie Does New Orleans (2000) (V) 18. Debbie Does Dallas: The Revenge (2003) (V) 19. Debbie Does Dallas: East vs. West (2004) (V) 20. Debbie Does S&M (2005) (V) \| |
| - Barbie (20) 1. Barbie and the Rockers: Out of this World (1987) (TV) 2. Barbie in the Nutcracker (2001) (V) 3. Barbie as Rapunzel (2002) (V) 4. Barbie of Swan Lake (2003) (V) 5. Barbie as the Princess and the Pauper (2004) (V) 6. Barbie Fairytopia (2005) (V) 7. Barbie and the Magic of Pegasus (2005) (V) 8. My Scene Goes Hollywood (2005) (V) 9. Barbie Mermaidia (2006) (V) 10. The Barbie Diaries (2006) (V) 11. Barbie in the 12 Dancing Princesses (2006) (V) 12. Barbie Fairytopia: Magic of the Rainbow (2007) (V) 13. Barbie as the Island Princess (2007) (V) 14. Barbie Mariposa (2008) (V) 15. Barbie and the Diamond Castle (2008) (V) 16. Barbie in a Christmas Carol (2008) (V) 17. Barbie Fairytopia: Magical Twist of Time (2009) (V) 18. Barbie as the Sleeping Beauty (2009) (V) 19. Barbie Thumbelina (2009) (V) 20. Barbie and the Three Musketeers (2009) (V) 21. Barbie in A Mermaid Tale (2010) (V) - Debbie Does Dallas * (20) 1. Debbie Does Dallas (1978) 2. Debbie Does Dallas 2 (1981) 3. Debbie Does Dallas 3 (1985) 4. Debbie Does Dallas 4 (1988) 5. Debbie Does Dallas 5 (1988) 6. Debbie Does Las Vegas (1982) 7. Debbie Does 'em All (1985) 8. Debbie Does the Devil in Dallas (1987) 9. Debbie Does 'em All 2 (1988) 10. Debbie Does 'em All 3 (1989) 11. Debbie Does Wall Street (1991) (V) 12. Dallas Does Debbie (1992) (V) 13. Debbie Does Dallas Again (1994) (V) 14. Debbie Does Dallas: The Next Generation(1997) (V) 15. Debbie Does Dallas '99 (1999) (V) 16. Debbie Does Iowa (2000) (V) 17. Debbie Does New Orleans (2000) (V) 18. Debbie Does Dallas: The Revenge (2003) (V) 19. Debbie Does Dallas: East vs. West (2004) (V) 20. Debbie Does S&M (2005) (V) |